# Краскевич, Евгений Михайлович
Евгений Михайлович Краскевич (1919—2002) — советский военачальник, участник Великой Отечественной войны. Генерал-лейтенант.

## Биография
Евгений Краскевич родился 27 января 1919 года в городе Барнауле, Алтайская губерния (ныне — Алтайский край). Окончил семь классов школы. В 1936 году Краскевич был призван на службу в Рабоче-крестьянскую Красную Армию. В 1941 году окончил Чкаловское училище зенитной артиллерии. Служил в Архангельском военном округе.
С 22 ноября 1941 года — на фронтах Великой Отечественной войны. Участвовал в боях на Карельском фронте. Первоначально командовал 394-й отдельной зенитной батареей. 2 августа 1942 года позиции батареи между озёрами Нижнее и Верхнее Чёрное подверглись авиационному налёту 12 немецких бомбардировщиков в сопровождении 2 истребителей. Огнём батареи батарея рассеяла строй самолётов и заставила их повернуть назад, спася от бомбардировки советские стрелковые части, находившиеся неподалёку. В том бою Краскевич был ранен, но поля боя не покинул, продолжая руководить действиями батареи, отказался он от эвакуации в госпиталь и после ранения. В январе 1943 — марте 1944 года Краскевич служил в Управлении командующего артиллерии Карельского фронта. С марта 1944 года Краскевич командовал 275-м зенитным полком 32-й армии. Он многое сделал для того, чтобы полк превратился в слаженную боевую единицу. Только за апрель 1944 года в ходе советского наступления полк сбил 6 и подбил ещё 2 вражеских самолёта. С 20 июля 1944 года полк Краскевича прикрывал высадку советского десанта на Ладожском озере, во многом поспособствовав его успеху. За июль 1944 года полк сбил ещё 4 вражеских самолёта.
В феврале 1945 года Краскевич был направлен на учёбу в Высшую офицерскую школу противовоздушной обороны РККА. Окончив её, до 1948 года был начальником штаба в зенитном артиллерийском полку. В 1948—1953 годах учился в Военной артиллерийской академии имени Ф. Э. Дзержинского. В 1953—1954 годах был начальником штаба 72-й зенитной артиллерийской дивизии, в 1954—1958 годах — начальником факультета вооружения Ленинградского военного зенитного артиллерийского училища, в 1958—1964 годах — заместителем начальника Киевского высшего инженерно-артиллерийского училища имени С. М. Кирова, в 1964—1969 годах — начальником Ленинградского зенитного артиллерийского училища, в 1969—1974 годах — начальником Киевского высшего инженерно-артиллерийского училища им. С. М. Кирова, в 1974—1977 годах — начальником филиала противовоздушной обороны Сухопутных войск СССР в Военной артиллерийской академии имени М. И. Калинина. В декабре 1977 года в звании генерал-лейтенанта Краскевич был уволен в запас. Проживал в Смоленске. Умер 8 января 2002 года, похоронен на Братском кладбище Смоленска.
Был награждён орденом Красного Знамени, двумя орденами Отечественной войны 1-й степени, двумя орденами Красной Звезды, польским крестом ордена Возрождения, рядом медалей.